# Giro dell'Appennino 1990
Il Giro dell'Appennino 1990, cinquantunesima edizione della corsa, si svolse il 17 giugno 1990, su un percorso di 215 km. La vittoria fu appannaggio dell'italiano Flavio Giupponi, che completò il percorso in 5h33'21", precedendo i connazionali Marco Lietti e Antonio Fanelli.
I corridori che partirono furono 87, mentre coloro che tagliarono il traguardo di Pontedecimo furono 29.

## Ordine d'arrivo (Top 10)
| Pos. | Corridore          | Squadra                   | Tempo    |
| ---- | ------------------ | ------------------------- | -------- |
| 1    | Flavio Giupponi    | Carrera Jeans             | 5h33'21" |
| 2    | Marco Lietti       | Ariostea                  | a 1'41"  |
| 3    | Antonio Fanelli    | Selle Italia-Eurocar      | s.t.     |
| 4    | Claudio Chiappucci | Carrera Jeans             | a 2'56"  |
| 5    | Pëtr Ugrjumov      | Alfa Lum                  | a 2'57"  |
| 6    | Massimo Podenzana  | Italbonifica-Navigare     | a 3'02"  |
| 7    | Marco Zen          | Del Tongo-Rex             | a 4'15"  |
| 8    | Enrico Galleschi   | Jolly Componibili-Club 88 | a 4'29"  |
| 9    | Rodolfo Massi      | Ariostea                  | a 4'30"  |
| 10   | Marino Amadori     | Del Tongo-Rex             | s.t.     |